# Капо ди Кина (Фрозиноне)
Капо ди Кина је насеље у Италији у округу Фрозиноне, региону Лацио.
Према процени из 2011. у насељу је живело 46 становника. Насеље се налази на надморској висини од 528 м.